# Piper Alpha
Piper Alpha byla pevná ropná plošina provozovaná korporací Occidental Petroleum (většinový podíl) a společností Texaco, která operovala v Severním moři severovýchodně od skotského Aberdeenu v letech 1976–1988. Původně těžila jen ropu, později se přidala ještě těžba zemního plynu. 

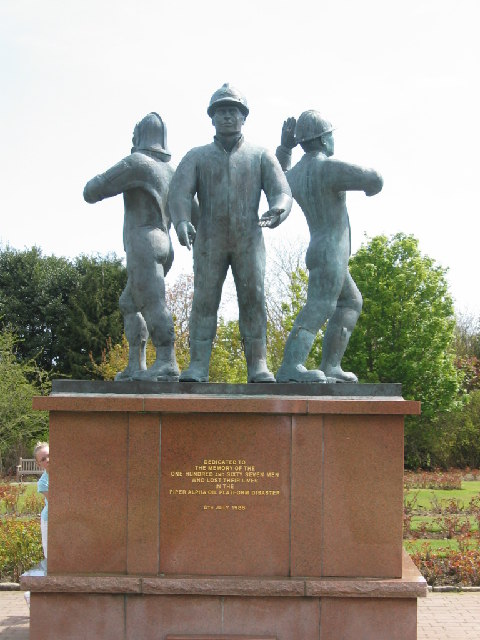
Památník v Aberdeenu

Večer 6. července 1988 na ní došlo k několika explozím a následně k požáru, který plošinu zcela zničil. Zahynulo 167 lidí: 165 z 228 zaměstnanců plošiny a dva záchranáři. Příčinou havárie byla podle vyšetřování kombinace nedbalosti a administrativních a komunikačních zmatků, která vedla k masívnímu úniku plynového kondenzátu přes rozebraný a řádně nezajištěný bezpečnostní ventil. 
Katastrofě Piper Alpha byl věnován sedmý díl britského dokumentárního seriálu Rescue z roku 1990, který se zaměřuje na záchranné operace a záchranáře, a desátý díl první řady seriálu Vteřiny před katastrofou, nazvaný Výbuch v Severním moři (orig. „Explosion in the North Sea“). Britský dokument o této katastrofě z roku 2013, Fire in the Night, obdržel Audience Award na Edinburském mezinárodním filmovém festivalu.